# Salvatore Tomaselli (politico)
Salvatore Tomaselli (Francavilla Fontana, 2 dicembre 1959) è un politico italiano.
Direttore dal 1990 della Confederazione Nazionale dell'Artigianato e della Piccola e Media Impresa nella provincia di Brindisi.
Dal 1998 al 2003 è stato vicepresidente della Camera di Commercio di Brindisi. Eletto presidente, dello stesso ente, nel 2003, ha terminato la sua esperienza dimettendosi nel maggio 2006, per incompatibilità con la sopraggiunta carica parlamentare.

## Carriera politica
Esponente del PDS prima, dei Democratici di Sinistra e del Partito Democratico dopo.
Dal 1985 al 1990 consigliere comunale di Francavilla Fontana e consigliere provinciale di Brindisi.
Alle elezioni politiche del 2006 è stato eletto deputato alla Camera nella XXI circoscrizione (Puglia) nelle liste dell'Ulivo.
Alle elezioni politiche del 2008 è stato eletto al Senato per il PD.